# RKC Waalwijk in het seizoen 2013/14
Het seizoen 2013/2014 van RKC Waalwijk was het 30ste jaar in het Nederlandse betaald voetbal voor de club uit Noord-Brabant. De club kwam voor de 23ste keer uit in de Eredivisie en nam deel aan het toernooi om de KNVB beker.
Onder leiding van trainer-coach Erwin Koeman, de opvolger van Ruud Brood, eindigde RKC Waalwijk op de zestiende plaats in de eindrangschikking, waardoor de club veroordeeld was tot de play-offs promotie/degradatie. Na winst op BV De Graafschap (over twee duels) schoot de ploeg tekort tegen SBV Excelsior (2-0 en 2-2), dat daardoor voor de achtste keer promotie afdwong naar de hoogste divisie.
In het bekertoernooi verloor de club uit Waalwijk in de twee ronde op eigen veld van Heracles Almelo (0-1) na verlenging. Het enige doelpunt kwam in de 117de minuut op naam van Thomas Bruns, die raak scoot met links op aangeven van centrumspits Mark Uth.

## Selectie
| Nr.           | Nat.                | Naam                 | Geb. dat.  | Contract | Vorige club                 |         |         |         |         |         |         |
| Keepers       | Keepers             | Keepers              | Keepers    | Keepers  | Keepers                     | Keepers | Keepers | Keepers | Keepers | Keepers | Keepers |
| ------------- | ------------------- | -------------------- | ---------- | -------- | --------------------------- | ------- | ------- | ------- | ------- | ------- | ------- |
| 1             | Vlag van Tsjechië   | Jan Šeda             | 17-12-1985 | 2014     | FK Mladá Boleslav           |         |         |         |         |         |         |
| 24            | Vlag van Nederland  | Arjan van Dijk       | 17-01-1987 | 2015     | Excelsior                   |         |         |         |         |         |         |
| 25            | Vlag van Nederland  | Nils den Hartog      | 25-03-1994 |          |                             |         |         |         |         |         |         |
| ??            | Vlag van Nederland  | Jurjan Wouda         | 02-04-1991 |          | FC Emmen                    |         |         |         |         |         |         |
| Verdedigers   |                     |                      |            |          |                             |         |         |         |         |         |         |
| 2             | Vlag van België     | Kenny Van Hoevelen   | 24-06-1983 | Gehuurd  | KV Mechelen                 |         |         |         |         |         |         |
| 3             | Vlag van België     | Jonas Ivens          | 04-10-1984 | Gehuurd  | FC Groningen                |         |         |         |         |         |         |
| 4             | Vlag van Nederland  | Frank van Mosselveld | 02-01-1984 | 2015     | Willem II                   |         |         |         |         |         |         |
| 5             | Vlag van Frankrijk  | Rémy Amieux          | 05-09-1986 | 2015     | NEC                         |         |         |         |         |         |         |
| 12            | Vlag van Frankrijk  | Prince-Désir Gouano  | 24-12-1993 | Gehuurd  | Atalanta Bergamo            |         |         |         |         |         |         |
| 22            | Vlag van Nederland  | Mitch Apau           | 27-04-1990 | 2014     | BV Veendam                  |         |         |         |         |         |         |
| 29            | Vlag van Nederland  | Michael Lamey        | 29-11-1979 | 2015     | Wisła Kraków                |         |         |         |         |         |         |
| 32            | Vlag van Nederland  | Ingo van Weert       | 08-02-1994 |          | Eigen Jeugd                 |         |         |         |         |         |         |
| -             | Vlag van Frankrijk  | Christ N'Tangu       | 11-01-1993 |          | Le Havre AC                 |         |         |         |         |         |         |
| Middenvelders |                     |                      |            |          |                             |         |         |         |         |         |         |
| 6             | Vlag van Nederland  | Peter Jungschläger   | 22-05-1984 | 2015     | Gold Coast United           |         |         |         |         |         |         |
| 8             | Vlag van Marokko    | Imad Najah           | 19-02-1991 | 2015     | PSV                         |         |         |         |         |         |         |
| 10            | Vlag van Nederland  | Robert Braber        | 09-11-1982 | 2015     | FC Ingolstadt 04            |         |         |         |         |         |         |
| 15            | Vlag van Frankrijk  | Mickaël Tavares      | 25-10-1982 |          | Fulham FC                   |         |         |         |         |         |         |
| 17            | Vlag van Nederland  | Sander Duits         | 29-08-1983 | 2015     | FC Omniworld                |         |         |         |         |         |         |
| 21            | Vlag van Nederland  | Kenny Anderson       | 14-02-1992 | 2015     | Eigen jeugd                 |         |         |         |         |         |         |
| ??            | Vlag van Nederland  | Daniël de Ridder     | 06-03-1984 | 20??     | SC Heerenveen               |         |         |         |         |         |         |
| Aanvallers    |                     |                      |            |          |                             |         |         |         |         |         |         |
| 7             | Vlag van Nederland  | Romeo Castelen       | 03-05-1983 | 2015     | Volga Nizjni Novgorod       |         |         |         |         |         |         |
| 9             | Vlag van Luxemburg  | Aurélien Joachim     | 10-08-1986 | 2015     | Willem II                   |         |         |         |         |         |         |
| 11            | Vlag van Nederland  | Mart Lieder          | 01-05-1990 | 2014     | Vitesse                     |         |         |         |         |         |         |
| 18            | Vlag van Frankrijk  | Jean-David Beauguel  | 21-03-1992 | 2015     | Espérance Sportive de Tunis |         |         |         |         |         |         |
| 19            | Vlag van Denemarken | Dennis Rommedahl     | 22-07-1978 | 2015     | Brøndby IF                  |         |         |         |         |         |         |
| 20            | Vlag van Duitsland  | Dennis Lemke         | 08-03-1989 | 2014     | SV Babelsberg 03            |         |         |         |         |         |         |
| 23            | Vlag van Nederland  | Damiano Schet        | 08-04-1990 |          | Rijnsburgse Boys            |         |         |         |         |         |         |

### Gekomen
| Naam                | Nationaliteit | Positie      | Oude club                   |
| ------------------- | ------------- | ------------ | --------------------------- |
| Jan Šeda            | Tsjechië      | keeper       | FK Mlada Boleslav gehuurd   |
| Rémy Amieux         | Nederland     | verdediger   | N.E.C. Nijmegen             |
| Dennis Rommedahl    | Denemarken    | aanvaller    | Brøndby IF                  |
| Mitch Apau          | Nederland     | verdediger   | SC Veendam                  |
| Jean-David Beauguel | Frankrijk     | verdediger   | Espérance Sportive de Tunis |
| Romeo Castelen      | Nederland     | verdediger   | Volga Nizjni Novgorod       |
| Ingo van Weert      | Nederland     | verdediger   | Eigen Jeugd                 |
| Jonas Ivens         | België        | verdediger   | FC Groningen gehuurd        |
| Damiano Schet       | Nederland     | aanvaller    | Rijnsburgse Boys            |
| Aurélien Joachim    | Luxemburg     | Aanvaller    | Willem II Tilburg           |
| Kenny Van Hoevelen  | België        | Verdediger   | KV Mechelen gehuurd         |
| Prince-Désir Gouano | Frankrijk     | Middenvelder | Atalanta Bergamo gehuurd    |
| Mickaël Tavares     | Frankrijk     | Verdediger   | Fulham FC                   |
| Daniël de Ridder    | Nederland     | Middenvelder | clubloos*                   |
| Jurjan Wouda        | Nederland     | Keeper       | FC Emmen*                   |
| Christ N'Tangu      | Frankrijk     | Verdediger   | clubloos*                   |

* Tijdens wintertransferperiode

### Uit
| Naam                 | Nationaliteit | Positie      | Nieuwe club          |
| -------------------- | ------------- | ------------ | -------------------- |
| Sigourney Bandjar    | Nederland     | Verdediger   | Taraz FK             |
| Teddy Chevalier      | Frankrijk     | Aanvaller    | KV Kortrijk          |
| Henrico Drost        | Nederland     | Verdediger   | NAC Breda            |
| Mark Janssen         | Nederland     | Aanvaller    | Helmond Sport (huur) |
| Florian Jozefzoon    | Nederland     | Aanvaller    | PSV                  |
| Cuco Martina         | Curaçao       | Verdediger   | FC Twente            |
| Ard van Peppen       | Nederland     | Verdediger   | Roda JC Kerkrade     |
| Rewien Ramlal        | Nederland     | Verdediger   | FC Oss (huur)        |
| Luuk Hultermans      | Nederland     | Verdediger   | FC Oss (huur)        |
| Maik van den Kieboom | Nederland     | Keeper       | FC Eindhoven (huur)  |
| Guy Ramos            | Kaapverdië    | Verdediger   | Roda JC Kerkrade     |
| Jeff Stans           | Nederland     | Middenvelder | SBV Excelsior        |
| Furhgill Zeldenrust  | Nederland     | Aanvaller    | FC Den Bosch (huur)  |
| Jeroen Zoet          | Nederland     | Keeper       | PSV (was gehuurd)    |
| Denzel Slager        | Nederland     | Aanvaller    | Coventry City*       |
| Rodney Sneijder      | Nederland     | Middenvelder | Almere City FC*      |

* Tijdens wintertransferperiode

## Uitslagen/Programma Eredivisie

### Thuiswedstrijden RKC Waalwijk
| Tegenstander    | SR. | Datum               | Uitslag  |
| --------------- | --- | ------------------- | -------- |
| ADO Den Haag    | 27  | 09 maa 14           | 1 - 1    |
| Ajax            | 29  | 22 maa 14 02 apr 14 | ** 0 - 2 |
| AZ              | 3   | 17 aug 13           | 1 - 2    |
| SC Cambuur      | 16  | 07 dec 13           | 2 - 2    |
| Feyenoord       | 14  | 24 nov 13           | 1 - 0    |
| Go Ahead Eagles | 5   | 31 aug 13           | 1 - 4    |
| FC Groningen    | 19  | 18 jan 14           | 1 - 1    |
| SC Heerenveen   | 34  | 03 mei 14           | 0 - 3    |
| Heracles Almelo | 8   | 28 sep 13           | 1 - 4    |
| NAC Breda       | 12  | 01 nov 13           | 3 - 0    |
| N.E.C.          | 24  | 15 feb 14           | 1 - 3    |
| PEC Zwolle      | 32  | 13 apr 14           | 1 - 1    |
| PSV             | 21  | 02 feb 14           | 2 - 0    |
| Roda JC         | 10  | 19 okt 13           | 1 - 2    |
| FC Twente       | 18  | 20 dec 13           | 1 - 1    |
| FC Utrecht      | 23  | 09 feb 14           | 5 - 2    |
| Vitesse         | 2   | 11 aug 13           | 4 - 2    |

### Uitwedstrijden RKC Waalwijk
| Tegenstander    | SR. | Datum               | Uitslag |
| --------------- | --- | ------------------- | ------- |
| ADO Den Haag    | 17  | 14 dec 13           | 1 - 2   |
| Ajax            | 11  | 26 okt 13           | 0 - 0   |
| AZ              | 26  | 01 maa 14 02 maa 14 | * 4 - 0 |
| SC Cambuur      | 28  | 14 maa 14           | 3 - 2   |
| Feyenoord       | 31  | 06 apr 14           | 2 - 0   |
| Go Ahead Eagles | 22  | 05 feb 14           | 2 - 2   |
| FC Groningen    | 7   | 21 sep 13           | 4 - 1   |
| SC Heerenveen   | 13  | 08 nov 13           | 5 - 2   |
| Heracles Almelo | 20  | 24 jan 14           | 2 - 1   |
| NAC Breda       | 33  | 27 apr 14           | 1 - 1   |
| N.E.C.          | 4   | 24 aug 13           | 2 - 2   |
| PEC Zwolle      | 15  | 30 nov 13           | 1 - 1   |
| PSV             | 9   | 06 okt 13           | 2 - 1   |
| Roda JC         | 30  | 30 maa 14           | 0 - 1   |
| FC Twente       | 1   | 03 aug 13           | 0 - 0   |
| FC Utrecht      | 6   | 15 sep 13           | 2 - 1   |
| Vitesse         | 25  | 23 feb 14           | 3 - 1   |

Reden andere speeldata: 

* Europese verplichtingen van AZ. 

** Uitgesteld wegens de Nuclear Security Summit 2014.

## Wedstrijdverslagen

### Vriendschappelijk 2013/14
| |                                                                         |       |                                                                                       | |  |
| Zaterdag 29 juni 2013, 14.30 uur | Regioteam Woudrichem                                                    | 1 - 7 | RKC Waalwijk                                                                          | |  |
| Woudrichem Vriendschappelijk | Dillis de Vries                                                         |       | Robert Braber (pen) 2x Jean-David Beauguel 2x Jos Peltzer Damiano Schet Desley Ubbink | Opstelling RKC Waalwijk: Csaba Somogyi, Michael Lamey, Sjoerd van Beers, Frank van Mosselveld, Thomas Huijben, Hafid Salhi, Peter Jungschläger, Robert Braber, Dennis Lemke, Jean-David Beauguel, Jos Peltzer             |  |
| Bijzonderheden: - Dit was de eerste officiële oefenwedstrijd van het nieuwe seizoen |                                                                         |       |                                                                                       | |  |
| |                                                                         |       |                                                                                       | |  |
| Woensdag 3 juli 2013, 19.00 uur | RKC Waalwijk                                                            | 1 - 3 | OH Leuven                                                                             | |  |
| Sportpark Den Donk, Oisterwijk Vriendschappelijk | Romeo Castelen                                                          |       | Evariste Ngolok Kenny Thompson Patrick Twumasi                                        | Opstelling RKC Waalwijk: Arjan van Dijk, Michael Lamey, Cuco Martina, Frank van Mosselveld, James Lawrence, Peter Jungschläger, Sander Duits, Robert Braber, Romeo Castelen, Jean-David Beauguel, Damiano Schet           |  |
| Bijzonderheden: |                                                                         |       |                                                                                       | |  |
| |                                                                         |       |                                                                                       | |  |
| Zaterdag 6 juli 2013, 14.30 uur | FC Lingewaal                                                            | 0 - 6 | RKC Waalwijk                                                                          | |  |
| Asperen Vriendschappelijk |                                                                         |       | Hafid Salhi Jos Peltzer Robert Braber Cuco Martina Anthony Biekman 2×                 | Opstelling RKC Waalwijk: Arjan van Dijk, Mitch Apau, Michael Lamey, Ingo van Weert, James Lawrence, Peter Jungschläger, Hafid Salhi, Robert Braber, Dennis Lemke, Jos Peltzer, Rodney Sneijder                            |  |
| Bijzonderheden: - FC Lingewaal is geen bestaand team, maar een gelegenheidselftal van spelers van clubs uit de omgeving.                                                                                            |                                                                         |       |                                                                                       | |  |
| |                                                                         |       |                                                                                       | |  |
| Dinsdag 9 juli 2013, 17.00 uur | RKC Waalwijk                                                            | 1 - 2 | Standaard Luik                                                                        | |  |
| Sportcomplex Beatrix, Hoenderloo Vriendschappelijk | Jean-David Beauguel                                                     |       | Paul-José Mpoku 2×                                                                    | Opstelling RKC Waalwijk: Arjan van Dijk, Cuco Martina, Michael Lamey, Frank van Mosselveld, Rémy Amieux, Peter Jungschläger, Sander Duits, Robert Braber, Romeo Castelen, Jean-David Beauguel, Damiano Schet              |  |
| Bijzonderheden: |                                                                         |       |                                                                                       | |  |
| |                                                                         |       |                                                                                       | |  |
| Zaterdag 13 juli 2013, 16.00 uur | RKC Waalwijk                                                            | 1 - 5 | Ajax                                                                                  | |  |
| Mandemakers Stadion, Waalwijk Vriendschappelijk | Robert Braber                                                           |       | Derk Boerrigter 3x Ruben Ligeon Boban Lazić                                           | Opstelling RKC Waalwijk: Arjan van Dijk, Cuco Martina, Michael Lamey, Frank van Mosselveld, Rémy Amieux, Peter Jungschläger, Sander Duits, Robert Braber, Romeo Castelen, Jean-David Beauguel, Damiano Schet              |  |
| Bijzonderheden: |                                                                         |       |                                                                                       | |  |
| |                                                                         |       |                                                                                       | |  |
| Dinsdag 16 juli 2013, 19.00 uur | RKC Waalwijk                                                            | 1 - 0 | Helmond Sport                                                                         | |  |
| Sportpark De Gaard, Waalwijk Vriendschappelijk | Kenny Anderson                                                          |       |                                                                                       | Opstelling RKC Waalwijk: Jan Šeda, Michael Lamey, Ingo van Weert, Cuco Martina, Thomas Huijben, Sander Duits, Kenny Anderson, Robert Braber, Romeo Castelen, Aurélien Joachim, Denzel Slager                              |  |
| Bijzonderheden: |                                                                         |       |                                                                                       | |  |
| |                                                                         |       |                                                                                       | |  |
| Zaterdag 20 juli 2013, 16.00 uur | Rot-Weiß Oberhausen                                                     | 4 - 0 | RKC Waalwijk                                                                          | |  |
| Stadion Niederrhein, Oberhausen (Noordrijn-Westfalen) Vriendschappelijk | Pascalle Talarski Marcel Landers Michael Smykacz Sebastian Mützel (pen) |       |                                                                                       | Opstelling RKC Waalwijk: Ross Turnbull, Cuco Martina, Markus Palionis, Frank van Mosselveld, Thomas Huijben, Michael Lamey, Peter Jungschläger, Sander Duits, Kenny Anderson, Romeo Castelen, Aurélien Joachim            |  |
| Bijzonderheden: |                                                                         |       |                                                                                       | |  |
| |                                                                         |       |                                                                                       | |  |
| Dinsdag 23 juli 2013, 19.30 uur | RKC Waalwijk                                                            | 0 - 0 | Achilles '29                                                                          | |  |
| Sportpark De Klokkenberg, Loon op Zand Vriendschappelijk |                                                                         |       |                                                                                       | Opstelling RKC Waalwijk: Arjan van Dijk, Mitch Apau, Cuco Martina, Ingo van Weert, Michael Lamey, Sander Duits, Peter Jungschläger, Kenny Anderson, Denzel Slager, Aurélien Joachim, Jean-David Beauguel                  |  |
| Bijzonderheden: |                                                                         |       |                                                                                       | |  |
| |                                                                         |       |                                                                                       | |  |
| Zaterdag 27 juli 2013, 18.00 uur | RKC Waalwijk                                                            | 1 - 1 | De Graafschap                                                                         | |  |
| Mandemakers Stadion, Waalwijk Vriendschappelijk | Sander Duits (pen)                                                      |       | Anco Jansen (pen)                                                                     | Opstelling RKC Waalwijk: Arjan van Dijk, Michael Lamey, Prince-Désir Gouano, Frank van Mosselveld, Mitch Apau, Sander Duits, Kenny Anderson, Romeo Castelen, Peter Jungschläger, Jean-David Beauguel, Aurélien Joachim    |  |
| Bijzonderheden: |                                                                         |       |                                                                                       | |  |
| |                                                                         |       |                                                                                       | |  |
| Donderdag 5 september 2013 | RKC Waalwijk                                                            | 2 - 0 | Feyenoord                                                                             | |  |
| Mandemakers Stadion, Waalwijk Vriendschappelijk | Desley Ubbink Dennis Lemke                                              |       |                                                                                       | Opstelling RKC Waalwijk: Niet bekendgemaakt |  |
| Bijzonderheden: - Deze oefenwedstrijd werd achter gesloten deuren gespeeld. - In verband met interland verplichtingen waren spelers die uit moesten komen voor hun nationale team niet aanwezig bij deze wedstrijd. |                                                                         |       |                                                                                       | |  |
| |                                                                         |       |                                                                                       | |  |
| Donderdag 10 oktober 2013, 14.30 uur | RKC Waalwijk                                                            | 1 - 0 | KV Mechelen                                                                           | |  |
| Mandemakers Stadion, Waalwijk Vriendschappelijk | Denzel Slager                                                           |       |                                                                                       | Opstelling RKC Waalwijk: Jan Šeda, Mitch Apau, Kenny Van Hoevelen, Jonas Ivens, Rémy Amieux, Prince-Désir Gouano, Mickaël Tavares, Kenny Anderson, Robert Braber, Denzel Slager, Jean-David Beauguel                      |  |
| Bijzonderheden: - In verband met interland verplichtingen waren spelers die uit moesten komen voor hun nationale team niet aanwezig bij deze wedstrijd.                                                             |                                                                         |       |                                                                                       | |  |
| |                                                                         |       |                                                                                       | |  |
| Dinsdag 12 november 2013 | RKC Waalwijk                                                            | 2 - 1 | FC Oss                                                                                | |  |
| Mandemakers Stadion, Waalwijk Vriendschappelijk | Kenny Van Hoevelen Kenny Anderson                                       |       | Jochem Jansen                                                                         | Opstelling RKC Waalwijk: Arjan van Dijk; Michael Lamey, Kenny Van Hoevelen, Frank van Mosselveld, Jesse Wielinga; Peter Jungschläger, Mickaël Tavares, Kenny Anderson; Damiano Schet, Morten Nielsen, Jean-David Beauguel |  |
| Bijzonderheden: |                                                                         |       |                                                                                       | |  |
| |                                                                         |       |                                                                                       | |  |
| Vrijdag 10 januari 2014, 16.00 uur | Bursaspor                                                               | 2 - 1 | RKC Waalwijk                                                                          | |  |
| Belek Vriendschappelijk | Stanislav Šesták Ferhat Kiraz                                           |       | Jean-David Beauguel                                                                   | Opstelling RKC Waalwijk: Arjan van Dijk, Michael Lamey, Kenny Van Hoevelen, Jonas Ivens, Frank van Mosselveld, Sander Duits, Peter Jungschläger, Evander Sno, Kenny Anderson, Damiano Schet, Aurélien Joachim             |  |
| Bijzonderheden: |                                                                         |       |                                                                                       | |  |

### Eredivisie 2013/2014

#### Speelronde 1 t/m 8 (augustus, september)
|                                                                                       | |               | | |
| Speelronde 1 Zaterdag 3 augustus 2013, 19.45 uur                                      | FC Twente | 0 - 0         | RKC Waalwijk                                                                                               | : Sander Duits |
| De Grolsch Veste, Enschede toeschouwers: 28.700 Scheidsrechter: Dennis Higler         | |               | '76 Kenny Anderson '89 Michael Lamey                                                                       | Basisopstelling RKC Waalwijk: Šeda, Lamey, Van Weert, Van Mosselveld, Amieux, Castelen, Anderson, Braber, Duits, Schet, Joachim Toegepaste wissels RKC Waalwijk: '72 Castelen Slager '82 Anderson Jungschläger '83 Amieux Apau               |
| Bijzonderheden:                                                                       | |               | | |
| Speelronde 2 Zondag 11 augustus 2013, 16.30 uur                                       | RKC Waalwijk                                                                                                  | 4 - 2 (2 - 1) | Vitesse | : Sander Duits |
| Mandemakers Stadion, Waalwijk toeschouwers: 5.138 Scheidsrechter: Reinold Wiedemeijer | Robert Braber 12' Romeo Castelen 39' Sander Duits (pen) 74' Sander Duits 76'                                  |               | '3 Kelvin Leerdam '54 Valeri Qazaishvili '66 Kelvin Leerdam '72 Jan-Arie van der Heijden                   | Basisopstelling RKC Waalwijk: Šeda, Lamey, Van Weert, Van Mosselveld, Amieux, Castelen, Anderson, Braber, Duits, Schet, Joachim Toegepaste wissels RKC Waalwijk: '11 Anderson Jungschläger '75 Castelen Apau '88 Amieux Slager               |
| Bijzonderheden:                                                                       | |               | | |
|                                                                                       | |               | | |
| Speelronde 3 Zaterdag 17 augustus 2013, 19.45 uur                                     | RKC Waalwijk                                                                                                  | 1 - 2 (0 - 1) | AZ | : Sander Duits |
| Mandemakers Stadion, Waalwijk toeschouwers: 6.000 Scheidsrechter: Danny Makkelie      | Jean-David Beauguel 83' Romeo Castelen 47'                                                                    |               | '4 Aron Jóhannsson '84 Maarten Martens '11 Jan Wuytens                                                     | Basisopstelling RKC Waalwijk: Šeda, Lamey, Van Weert, Van Mosselveld, Amieux, Castelen, Jungschläger, Braber, Duits, Schet, Joachim Toegepaste wissels RKC Waalwijk: '76 Van Weert Beauguel '80 Schet Slager '88 Castelen Apau               |
| Bijzonderheden:                                                                       | |               | | |
|                                                                                       | |               | | |
| Speelronde 4 Zaterdag 24 augustus 2013, 18.45 uur                                     | N.E.C. | 2 - 2 (2 - 0) | RKC Waalwijk                                                                                               | : Sander Duits |
| De Goffert, Nijmegen toeschouwers: 9.500 Scheidsrechter: Jochem Kamphuis              | Michael Higdon (pen) 23' Michael Higdon (pen) 37' Christoph Hemlein 27' Tobias Haitz 62' Michael Higdon 87'   |               | '63 Sander Duits (pen) '70 Aurélien Joachim '22 Frank van Mosselveld '49 Sander Duits '90+3 Ingo van Weert | Basisopstelling RKC Waalwijk: Šeda, Lamey, Van Weert, Van Mosselveld, Amieux, Castelen, Jungschläger, Braber, Duits, Schet, Joachim Toegepaste wissels RKC Waalwijk: '46 Van Mosselveld Ivens '69 Braber Anderson '90+1 Castelen Slager      |
| Bijzonderheden:                                                                       | |               | | |
|                                                                                       | |               | | |
| Speelronde 5 Zaterdag 31 augustus 2013, 19.45 uur                                     | RKC Waalwijk                                                                                                  | 1 - 4 (0 - 2) | Go Ahead Eagles                                                                                            | : Sander Duits |
| Mandemakers Stadion, Waalwijk toeschouwers: 6.000 Scheidsrechter: Bas Nijhuis         | Denzel Slager 87' Frank van Mosselveld 70'                                                                    |               | '10 Erik Falkenburg '19 Erik Falkenburg '64 Erik Falkenburg '71 Marnix Kolder (pen)                        | Basisopstelling RKC Waalwijk: Šeda, Apau, Van Weert, Van Mosselveld, Amieux, Castelen, Jungschläger, Braber, Duits, Schet, Joachim Toegepaste wissels RKC Waalwijk: '46 Castelen Beauguel '64 Van Weert Slager '73 Schet Ivens               |
| Bijzonderheden:                                                                       | |               | | |
|                                                                                       | |               | | |
| Speelronde 6 Zondag 15 september 2013, 16.30 uur                                      | FC Utrecht | 2 - 1 (2 - 0) | RKC Waalwijk                                                                                               | : Sander Duits |
| Stadion Galgenwaard, Utrecht toeschouwers: 14.717 Scheidsrechter: Richard Liesveld    | Steve De Ridder 5' Steve De Ridder 40'                                                                        |               | '63 Rémy Amieux '44 Michael Lamey '73 Denzel Slager                                                        | Basisopstelling RKC Waalwijk: Šeda, Lamey, Van Weert, Ivens, Amieux, Tavares, Braber, Duits, Slager, Joachim, Schet Toegepaste wissels RKC Waalwijk: '46 Lamey Apau '74 Schet Castelen '85 Slager Beauguel                                   |
| Bijzonderheden:                                                                       | |               | | |
|                                                                                       | |               | | |
| Speelronde 7 Zaterdag 21 september 2013, 19.45 uur                                    | FC Groningen                                                                                                  | 4 - 1 (0 - 0) | RKC Waalwijk                                                                                               | : Sander Duits |
| Euroborg, Groningen toeschouwers: 18.306 Scheidsrechter: Dennis Higler                | Nick van der Velden 68' Género Zeefuik 70' Krisztián Adorján 90+2' Michael de Leeuw 90+5' Johan Kappelhof 50' |               | '73 Aurélien Joachim '2 Mickaël Tavares '18 Jonas Ivens '90+1 Jean-David Beauguel                          | Basisopstelling RKC Waalwijk: Šeda, Apau, Van Weert, Ivens, Amieux, Tavares, Duits, Braber, Jungschläger, Castelen, Joachim Toegepaste wissels RKC Waalwijk: '42 Jungschläger Van Mosselveld '60 Tavares Anderson '74 Castelen Beauguel      |
| Bijzonderheden:                                                                       | |               | | |
|                                                                                       | |               | | |
| Speelronde 8 Zaterdag 28 september 2013, 18.45 uur                                    | RKC Waalwijk                                                                                                  | 1 - 4 (1 - 2) | Heracles Almelo                                                                                            | : Sander Duits |
| Mandemakers Stadion, Waalwijk toeschouwers: 6.210 Scheidsrechter: Jeroen Sanders      | Aurélien Joachim 25' Frank van Mosselveld 79'                                                                 |               | '10 Mark Uth '39 Bryan Linssen '53 Mark Uth '79 Mark Uth '56 Mike te Wierik '71 Jeroen Veldmate            | Basisopstelling RKC Waalwijk: Šeda, Apau, Van Hoevelen, Van Mosselveld, Amieux, Tavares, Duits, Anderson, Jungschläger, Castelen, Joachim Toegepaste wissels RKC Waalwijk: '58 Anderson Braber '59 Jungschläger Beauguel '80 Castelen Slager |
| Bijzonderheden:                                                                       | |               | | |

#### Speelronde 9 t/m 17 (oktober, november, december)
|                                                                                          | |               | | |
| Speelronde 9 Zondag 6 oktober 2013, 16.30 uur                                            | PSV | 2 - 1 (1 - 1) | RKC Waalwijk | : Sander Duits |
| Philips Stadion, Eindhoven toeschouwers: 32.200 Scheidsrechter: Ed Janssen               | Ola Toivonen 23' Jürgen Locadia 89' Jorrit Hendrix 56' |               | '45 Robert Braber '44 Sander Duits '78 Jean-David Beauguel '85 Sander Duits                                                                                              | Basisopstelling RKC Waalwijk: Šeda, Apau, Van Hoevelen, Ivens, Amieux, Tavares, Duits, Braber, Beauguel, Castelen, Joachim Toegepaste wissels RKC Waalwijk: '66 Castelen Slager '73 Joachim Anderson '80 Beauguel Lamey                 |
| Bijzonderheden:                                                                          | |               | | |
|                                                                                          | |               | | |
| Speelronde 10 Zaterdag 19 oktober 2013, 18.45 uur                                        | RKC Waalwijk | 1 - 2 (0 - 0) | Roda JC | : Robert Braber |
| Mandemakers Stadion, Waalwijk toeschouwers: 6.101 Scheidsrechter: Serdar Gözübüyük       | Rémy Amieux 47' Mitch Apau 55' Frank van Mosselveld 69' Frank van Mosselveld 90+1'                                                                        |               | '53 Krisztián Németh '84 Frank Demouge '46 Kees Luijckx '74 Krisztián Németh '85 Frank Demouge                                                                           | Basisopstelling RKC Waalwijk: Šeda, Apau, Van Hoevelen, Ivens, Amieux, Tavares, Jungschläger, Braber, Anderson, Castelen, Joachim Toegepaste wissels RKC Waalwijk: '62 Ivens Van Mosselveld '83 Anderson Schet '86 Van Hoevelen Peltzer |
| Bijzonderheden:                                                                          | |               | | |
|                                                                                          | |               | | |
| Speelronde 11 Zaterdag 26 oktober 2013, 20.45 uur                                        | Ajax | 0 - 0         | RKC Waalwijk | : Sander Duits |
| Amsterdam Arena, Amsterdam toeschouwers: 48.256 Scheidsrechter: Eric Braamhaar           | Stefano Denswil 72' |               | '46 Sander Duits '46 Jean-David Beauguel | Basisopstelling RKC Waalwijk: Šeda, Apau, Van Hoevelen, Gouano, Amieux, Anderson, Duits, Braber, Schet, Beauguel, Joachim Toegepaste wissels RKC Waalwijk: '69 Schet Jungschläger '82 Joachim Tavares '90+2 Anderson Slager             |
| Bijzonderheden:                                                                          | |               | | |
|                                                                                          | |               | | |
| Speelronde 12 Vrijdag 1 november 2013, 20.00 uur                                         | RKC Waalwijk | 3 - 0 (3 - 0) | NAC Breda | : Sander Duits |
| Mandemakers Stadion, Waalwijk toeschouwers: 6.491 Scheidsrechter: Kevin Blom             | Kenny Van Hoevelen 7' Sander Duits (pen) 15' Sepp De Roover (e.d.) 25' Kenny Van Hoevelen 50' Kenny Van Hoevelen 76' Jonas Ivens 85'                      |               | '57 Kenny van der Weg | Basisopstelling RKC Waalwijk: Šeda, Apau, Van Hoevelen, Gouano, Amieux, Sno, Braber, Duits, Castelen, Beauguel, Joachim Toegepaste wissels RKC Waalwijk: '78 Castelen Ivens '83 Sno Jungschläger '90+1 Beauguel Schet                   |
| Bijzonderheden: - Jean-David Beauguel (RKC Waalwijk) miste in de 58e minuut een penalty. | |               | | |
|                                                                                          | |               | | |
| Speelronde 13 Vrijdag 8 november 2013, 20.00 uur                                         | SC Heerenveen | 5 - 2 (1 - 0) | RKC Waalwijk | : Sander Duits |
| Abe Lenstra Stadion, Heerenveen toeschouwers: 22.000 Scheidsrechter: Tom van Sichem      | Kenny Otigba 34' Alfreð Finnbogason (pen) 48' Alfreð Finnbogason 64' Alfreð Finnbogason (pen) 79' Hakim Ziyech 85' Mitchell Dijks 24' Pelé van Anholt 84' |               | '72 Jean-David Beauguel '88 Michael Lamey '38 Mitch Apau '47 Prince-Désir Gouano '52 Evander Sno '65 Rémy Amieux '67 Michael Lamey '78 Ingo van Weert '90 Ingo van Weert | Basisopstelling RKC Waalwijk: Šeda, Apau, Van Weert, Gouano, Amieux, Sno, Duits, Braber, Castelen, Beauguel, Joachim Toegepaste wissels RKC Waalwijk: '54 Apau Lamey '58 Castelen Schet '69 Sno Anderson                                |
| Bijzonderheden:                                                                          | |               | | |
|                                                                                          | |               | | |
| Speelronde 14 Zondag 24 november 2013, 12.30 uur                                         | RKC Waalwijk | 1 - 0 (0 - 0) | Feyenoord | : Sander Duits |
| Mandemakers Stadion, Waalwijk toeschouwers: 5.267 Scheidsrechter: Pieter Vink            | Aurélien Joachim 90+3' |               | '77 Terence Kongolo | Basisopstelling RKC Waalwijk: Šeda, Apau, Van Hoevelen, Gouano, Amieux, Sno, Duits, Braber, Castelen, Beauguel, Joachim Toegepaste wissels RKC Waalwijk: '59 Beauguel Schet '80 Braber Anderson                                         |
| Bijzonderheden:                                                                          | |               | | |
|                                                                                          | |               | | |
| Speelronde 15 Zaterdag 30 november 2013, 18.45 uur                                       | PEC Zwolle | 1 - 1 (1 - 0) | RKC Waalwijk | : Sander Duits |
| IJsseldelta Stadion, Zwolle toeschouwers: 12.140 Scheidsrechter: Jochem Kamphuis         | Mustafa Saymak 45' Ryan Thomas 14' Diederik Boer 51' |               | '51 Aurélien Joachim '52 Evander Sno | Basisopstelling RKC Waalwijk: Šeda, Apau, Van Hoevelen, Gouano, Amieux, Sno, Duits, Braber, Castelen, Joachim, Schet Toegepaste wissels RKC Waalwijk: '65 Castelen Anderson '90 Sno Van Mosselveld '90+2 Schet Beauguel                 |
| Bijzonderheden:                                                                          | |               | | |
|                                                                                          | |               | | |
| Speelronde 16 Zaterdag 7 december 2013, 19.45 uur                                        | RKC Waalwijk | 2 - 2 (1 - 2) | SC Cambuur | : Sander Duits |
| Mandemakers Stadion, Waalwijk toeschouwers: 6.493 Scheidsrechter: Eric Braamhaar         | Robert Braber 16' Sander Duits (pen) 54' Damiano Schet 54' Damiano Schet 83'                                                                              |               | '34 Michiel Hemmen '37 Michiel Hemmen '53 Mohamed El Makrini '55 Lucas Bijker '55 Wout Droste                                                                            | Basisopstelling RKC Waalwijk: Šeda, Apau, Van Hoevelen, Gouano, Amieux, Sno, Duits, Braber, Castelen, Joachim, Schet Toegepaste wissels RKC Waalwijk: '26 Castelen Beauguel '37 Sno Najah '46 Šeda Van Dijk                             |
| Bijzonderheden:                                                                          | |               | | |
|                                                                                          | |               | | |
| Speelronde 17 Zaterdag 14 december 2013, 19.45 uur                                       | ADO Den Haag | 1 - 2 (0 - 1) | RKC Waalwijk | : Sander Duits |
| Kyocera Stadion, Den Haag toeschouwers: 12.113 Scheidsrechter: Ed Janssen                | Tom Beugelsdijk 89' Tom Beugelsdijk 86' |               | '7 Kenny Anderson '82 Kenny Anderson '17 Evander Sno '60 Sander Duits '85 Imad Najah                                                                                     | Basisopstelling RKC Waalwijk: Van Dijk, Apau, Van Hoevelen, Gouano, Amieux, Jungschläger, Sno, Anderson, Duits, Braber, Joachim Toegepaste wissels RKC Waalwijk: '69 Sno Najah '73 Duits Tavares '87 Joachim Van Mosselveld             |
| Bijzonderheden: - Sander Duits (RKC Waalwijk) miste in de 50e minuut een strafschop.     | |               | | |
|                                                                                          | |               | | |

#### Speelronde 18 t/m 25 (december, januari, februari)
| Speelronde 18 Vrijdag 20 december 2013, 20.00 uur                                        | RKC Waalwijk | 1 - 1 (1 - 0) | FC Twente                                                       | : Sander Duits |
| Mandemakers Stadion, Waalwijk toeschouwers: 6.830 Scheidsrechter: Pol van Boekel         | Evander Sno 42' Rémy Amieux 81'                                                                                           |               | '80 Luc Castaignos '72 Youness Mokhtar '90+1 Dušan Tadić        | Basisopstelling RKC Waalwijk: Van Dijk, Apau, Van Hoevelen, Gouano, Amieux, Najah, Duits, Anderson, Sno, Schet, Joachim Toegepaste wissels RKC Waalwijk: '80 Duits Jungschläger '84 Schet Braber '86 Šeda Beauguel             |
| Bijzonderheden:                                                                          | |               |                                                                 | |
|                                                                                          | |               |                                                                 | |
| Speelronde 19 Zaterdag 18 januari 2014, 19.45 uur                                        | RKC Waalwijk | 1 - 1 (0 - 1) | FC Groningen                                                    | : Sander Duits |
| Mandemakers Stadion, Waalwijk toeschouwers: 6.319 Scheidsrechter: Dennis Higler          | Evander Sno 82' |               | '31 Michael de Leeuw '69 Hans Hateboer '90+3 Maikel Kieftenbeld | Basisopstelling RKC Waalwijk: Van Dijk, Apau, Van Hoevelen, Gouano, Amieux, Najah, Sno, Duits, Jungschläger, Schet, Joachim Toegepaste wissels RKC Waalwijk: '46 Apau Lamey '67 Jungschläger Braber '90+2 Najah Beauguel       |
| Bijzonderheden:                                                                          | |               |                                                                 | |
|                                                                                          | |               |                                                                 | |
| Speelronde 20 Vrijdag 24 januari 2014, 20.00 uur                                         | Heracles Almelo | 2 - 1 (1 - 0) | RKC Waalwijk                                                    | : Sander Duits |
| Polman Stadion, Almelo toeschouwers: 8.311 Scheidsrechter: Danny Makkelie                | Bryan Linssen 41' Mark Uth 54'                                                                                            |               | '67 Damiano Schet                                               | Basisopstelling RKC Waalwijk: Van Dijk, Apau, Van Hoevelen, Gouano, Amieux, Schet, Najah, Sno, Duits, Braber, Joachim Toegepaste wissels RKC Waalwijk: '64 Duits De Ridder '80 Van Hoevelen Anderson '87 Schet Beauguel        |
| Bijzonderheden:                                                                          | |               |                                                                 | |
|                                                                                          | |               |                                                                 | |
| Speelronde 21 Zondag 2 februari 2014, 16.30 uur                                          | RKC Waalwijk | 2 - 0 (0 - 0) | PSV                                                             | : Sander Duits |
| Mandemakers Stadion, Waalwijk toeschouwers: 7.023 Scheidsrechter: Bas Nijhuis            | Evander Sno 54' Evander Sno 90+3' Michael Lamey 30'                                                                       |               |                                                                 | Basisopstelling RKC Waalwijk: Šeda, Lamey, Van Hoevelen, Gouano, Amieux, Sno, Anderson, Duits, Castelen, Joachim, Schet Toegepaste wissels RKC Waalwijk: '71 Castelen De Ridder '77 Anderson Jungschläger '87 Joachim Beauguel |
| Bijzonderheden:                                                                          | |               |                                                                 | |
|                                                                                          | |               |                                                                 | |
| Speelronde 22 Woensdag 5 februari 2014, 19.45 uur                                        | Go Ahead Eagles | 2 - 2 (1 - 0) | RKC Waalwijk                                                    | : Sander Duits |
| De Adelaarshorst, Deventer toeschouwers: 7.619 Scheidsrechter: Eric Braamhaar            | Jop van der Linden 24' Xandro Schenk 90'                                                                                  |               | '64 Damiano Schet '90+1 Romeo Castelen '19 Sander Duits         | Basisopstelling RKC Waalwijk: Šeda, Lamey, Van Hoevelen, Gouano, Amieux, Sno, Anderson, Duits, Castelen, Joachim, Schet Toegepaste wissels RKC Waalwijk: '68 Van Hoevelen Ivens '82 Schet Beauguel                             |
| Bijzonderheden:                                                                          | |               |                                                                 | |
|                                                                                          | |               |                                                                 | |
| Speelronde 23 Zondag 9 februari 2014, 14.30 uur                                          | RKC Waalwijk | 5 - 2 (1 - 1) | FC Utrecht                                                      | : Sander Duits |
| Mandemakers Stadion, Waalwijk toeschouwers: 5.712 Scheidsrechter: Martin van den Kerkhof | Romeo Castelen 8' Daniël de Ridder 79' Kenny Anderson 81' Jean-David Beauguel 90' Aurélien Joachim 90+3' Sander Duits 87' |               | '10 Jens Toornstra (pen) '82 Steve De Ridder                    | Basisopstelling RKC Waalwijk: Šeda, Apau, Van Hoevelen, Gouano, Amieux, Sno, Anderson, Duits, Castelen, Joachim, Schet Toegepaste wissels RKC Waalwijk: '40 Gouano Ivens '46 Schet De Ridder '84 Castelen Beauguel             |
| Bijzonderheden: - Jens Toornstra van FC Utrecht miste in de 87e minuut een strafschop.   | |               |                                                                 | |
|                                                                                          | |               |                                                                 | |
| Speelronde 24 Zaterdag 15 februari 2014, 19.45 uur                                       | RKC Waalwijk | 1 - 3 (1 - 2) | N.E.C                                                           | : Rémy Amieux |
| Mandemakers Stadion, Waalwijk toeschouwers: 6.228 Scheidsrechter: Serdar Gözübüyük       | Romeo Castelen 6' |               | '25 Navarone Foor '39 Lasse Nielsen '72 Michael Higdon          | Basisopstelling RKC Waalwijk: Šeda, Lamey, Van Hoevelen, Gouano, Amieux, Sno, Anderson, Jungschläger, Castelen, Joachim, De Ridder Toegepaste wissels RKC Waalwijk: '46 Anderson Braber '67 Amieux Apau '75 De Ridder Beauguel |
| Bijzonderheden:                                                                          | |               |                                                                 | |
|                                                                                          | |               |                                                                 | |
| Speelronde 25 Zondag 23 februari 2014, 14.30 uur                                         | Vitesse | 3 - 1 (0 - 1) | RKC Waalwijk                                                    | : Sander Duits |
| Gelredome, Arnhem toeschouwers: 23.411 Scheidsrechter: Dennis Higler                     | Mike Havenaar 50' Valeri Qazaishvili 52' Christian Atsu 68'                                                               |               | '14 Kenny Anderson '78 Ingo van Weert '90+1 Sander Duits        | Basisopstelling RKC Waalwijk: Šeda, Lamey, Van Hoevelen, Gouano, Amieux, Sno, Anderson, Duits, Schet, Castelen, De Ridder Toegepaste wissels RKC Waalwijk: '65 Schet Beauguel '67 Gouano Van Weert                             |
| Bijzonderheden:                                                                          | |               |                                                                 | |

#### Speelronde 26 t/m 34 (maart, april, mei)
| |                                                                                                   |               |                                                                          | |
| Speelronde 26 Zondag 2 maart 2014, 16.30 uur                                                                                           | AZ                                                                                                | 4 - 0 (2 - 0) | RKC Waalwijk                                                             | : Frank van Mosselveld |
| AFAS Stadion, Alkmaar toeschouwers: 15.238 Scheidsrechter: Jochem Kamphuis                                                             | Jeffrey Gouweleeuw 9' Nick Viergever 20' Steven Berghuis 48' Steven Berghuis 59' Donny Gorter 70' |               | '39 Michael Lamey '75 Kenny Anderson                                     | Basisopstelling RKC Waalwijk: Šeda, Lamey, Van Hoevelen, Van Mosselveld, Amieux, Sno, Anderson, Braber, Joachim, Castelen, Schet Toegepaste wissels RKC Waalwijk: '71 Joachim Jungschläger '74 Castelen Beauguel '85 Anderson Peltzer      |
| Bijzonderheden: |                                                                                                   |               |                                                                          | |
| |                                                                                                   |               |                                                                          | |
| Speelronde 27 Zondag 9 maart 2014, 12.30 uur                                                                                           | RKC Waalwijk                                                                                      | 1 - 1 (1 - 1) | ADO Den Haag                                                             | : Sander Duits |
| Mandemakers Stadion, Waalwijk toeschouwers: 5.226 Scheidsrechter: Bas Nijhuis                                                          | Romeo Castelen 42' Kenny Van Hoevelen 39' Robert Braber 53'                                       |               | '17 Roland Alberg '7 Danny Holla '31 Tom Beugelsdijk '90+1 Vito Wormgoor | Basisopstelling RKC Waalwijk: Šeda, Lamey, Van Hoevelen, Van Weert, Amieux, Sno, Braber, Duits, Castelen, Beauguel, Schet Toegepaste wissels RKC Waalwijk: '90+2 Beauguel Joachim                                                          |
| Bijzonderheden: |                                                                                                   |               |                                                                          | |
| |                                                                                                   |               |                                                                          | |
| Speelronde 28 Vrijdag 14 maart 2014, 20.00 uur                                                                                         | SC Cambuur                                                                                        | 3 - 2 (2 - 1) | RKC Waalwijk                                                             | : Sander Duits |
| Cambuurstadion, Leeuwarden toeschouwers: 9.638 Scheidsrechter: Tom van Sichem                                                          | Bob Schepers 17' Martijn Barto 42' Elvis Manu 85' Elvis Manu 24'                                  |               | '21 Damiano Schet '66 Jean-David Beauguel '47 Sander Duits               | Basisopstelling RKC Waalwijk: Van Dijk, Apau, Van Hoevelen, Van Weert, Amieux, Sno, Braber, Duits, Castelen, Beauguel, Schet Toegepaste wissels RKC Waalwijk: '75 Apau Lamey '85 Beauguel Joachim '87 Schet Peltzer                        |
| Bijzonderheden: |                                                                                                   |               |                                                                          | |
| |                                                                                                   |               |                                                                          | |
| Speelronde 29 Zaterdag 22 maart 2014, 18.45 uur                                                                                        | RKC Waalwijk                                                                                      | - (-)         | Ajax                                                                     | : |
| Mandemakers Stadion, Waalwijk toeschouwers: Scheidsrechter: -                                                                          |                                                                                                   |               |                                                                          | Basisopstelling RKC Waalwijk: Toegepaste wissels RKC Waalwijk: |
| Bijzonderheden: - Wedstrijd uitgesteld naar 2 april 2014, in verband met Nuclear Security Summit 2014                                  |                                                                                                   |               |                                                                          | |
| |                                                                                                   |               |                                                                          | |
| Speelronde 30 Zondag 30 maart 2014, 14.30 uur                                                                                          | Roda JC                                                                                           | 0 - 1 (0 - 1) | RKC Waalwijk                                                             | : Rémy Amieux |
| Parkstad Limburg Stadion, Kerkrade toeschouwers: 15.734 Scheidsrechter: Björn Kuipers                                                  | Mitchell Donald 58' Henk Dijkhuizen 67'                                                           |               | '22 Romeo Castelen '27 Jean-David Beauguel '44 Mitch Apau                | Basisopstelling RKC Waalwijk: Van Dijk, Apau, Van Hoevelen, Gouano, Amieux, Sno, Jungschläger, Anderson, Braber, Castelen, Beauguel Toegepaste wissels RKC Waalwijk: '46 Braber De Ridder '70 Beauguel Joachim '85 Castelen Van Mosselveld |
| Bijzonderheden: |                                                                                                   |               |                                                                          | |
| |                                                                                                   |               |                                                                          | |
| Speelronde 29 Woensdag 2 april 2014, 18.45 uur                                                                                         | RKC Waalwijk                                                                                      | 0 - 2 (0 - 2) | Ajax                                                                     | : Sander Duits |
| Mandemakers Stadion, Waalwijk toeschouwers: 7.508 Scheidsrechter: Eric Braamhaar                                                       |                                                                                                   |               | '14 Joël Veltman '28 Davy Klaassen                                       | Basisopstelling RKC Waalwijk: Van Dijk, Lamey, Van Hoevelen, Gouano, Amieux, Sno, Jungschläger, Duits, Castelen, Beauguel, De Ridder Toegepaste wissels RKC Waalwijk: '26 Lamey Apau '56 De Ridder Joachim '73 Castelen Anderson           |
| Bijzonderheden: - Wedstrijd stond gepland voor zondag 23 maart 2014, maar wegens de Nuclear Security Summit 2014 werd deze uitgesteld. |                                                                                                   |               |                                                                          | |
| |                                                                                                   |               |                                                                          | |
| Speelronde 31 Zondag 6 april 2014, 14.30 uur                                                                                           | Feyenoord                                                                                         | 2 - 0 (1 - 0) | RKC Waalwijk                                                             | : Sander Duits |
| De Kuip, Rotterdam toeschouwers: 47.500 Scheidsrechter: Kevin Blom                                                                     | Graziano Pellè 38' Graziano Pellè 65'                                                             |               | '37 Kenny Van Hoevelen '75 Kenny Anderson                                | Basisopstelling RKC Waalwijk: Van Dijk, Apau, Van Hoevelen, Gouano, Amieux, Sno, Anderson, Duits, Castelen, Joachim, Schet Toegepaste wissels RKC Waalwijk: '58 Schet De Ridder '84 Anderson Beauguel                                      |
| Bijzonderheden: |                                                                                                   |               |                                                                          | |
| |                                                                                                   |               |                                                                          | |
| Speelronde 32 Zondag 13 april 2014, 14.30 uur                                                                                          | RKC Waalwijk                                                                                      | 1 - 1 (0 - 0) | PEC Zwolle                                                               | : Sander Duits |
| Mandemakers Stadion, Waalwijk toeschouwers: 6.671 Scheidsrechter: Pieter Vink                                                          | Daniël de Ridder 57' Rémy Amieux 25'                                                              |               | '66 Mateusz Klich '82 Bram van Polen                                     | Basisopstelling RKC Waalwijk: Van Dijk, Apau, Van Hoevelen, Gouano, Amieux, Sno, Anderson, Duits, Castelen, Beauguel, Joachim Toegepaste wissels RKC Waalwijk: '46 Beauguel De Ridder '75 Duits Jungschläger '80 Anderson Braber           |
| Bijzonderheden: |                                                                                                   |               |                                                                          | |
| |                                                                                                   |               |                                                                          | |
| Speelronde 33 Zondag 27 april 2014, 14.30 uur                                                                                          | NAC Breda                                                                                         | 1 - 1 (1 - 0) | RKC Waalwijk                                                             | : Sander Duits |
| Rat Verlegh Stadion, Breda toeschouwers: 19.000 Scheidsrechter: Bas Nijhuis                                                            | Jordy Buijs 33' Henrico Drost 90+1' Gill Swerts 90+4'                                             |               | '72 Sander Duits '33 Sander Duits '80 Jean-David Beauguel                | Basisopstelling RKC Waalwijk: Van Dijk, Apau, Van Hoevelen, Gouano, Amieux, Sno, Jungschläger, Duits, Castelen, Joachim, De Ridder Toegepaste wissels RKC Waalwijk: '46 Joachim Braber '69 Apau Beauguel                                   |
| Bijzonderheden: |                                                                                                   |               |                                                                          | |
| |                                                                                                   |               |                                                                          | |
| Speelronde 34 Zaterdag 3 mei 2014, 18.45 uur                                                                                           | RKC Waalwijk                                                                                      | 0 - 3 (0 - 1) | SC Heerenveen                                                            | : Sander Duits |
| Mandemakers Stadion, Waalwijk toeschouwers: 6.204 Scheidsrechter: Björn Kuipers                                                        | Kenny Van Hoevelen 36' Rémy Amieux 67'                                                            |               | '40 Joey van den Berg '58 Bilal Başacıkoğlu '67 Alfreð Finnbogason (pen) | Basisopstelling RKC Waalwijk: Van Dijk, Apau, Van Hoevelen, Ivens, Amieux, Castelen, Jungschläger, Braber, Anderson, Duits, Sno Toegepaste wissels RKC Waalwijk: '46 Van Hoevelen Van Mosselveld '56 Castelen Schet '73 Sno Lieder         |
| Bijzonderheden: |                                                                                                   |               |                                                                          | |

### Play-offs degradatie en promotie
|                                                                                     |                                                                                                 |               |                                                                            | |
| 2e ronde Donderdag 8 mei 2014, 18.45 uur                                            | De Graafschap                                                                                   | 0 - 1 (0 - 1) | RKC Waalwijk                                                               | : Sander Duits |
| De Vijverberg, Doetinchem toeschouwers: 7.803 Scheidsrechter: Dennis Higler         |                                                                                                 |               | '31 Sander Duits '69 Aurélien Joachim '87 Frank van Mosselveld             | Basisopstelling RKC Waalwijk: Van Dijk, Van Hoevelen, Ivens, Gouano, Amieux, Duits, Anderson, Braber, Jungschläger, Sno, Castelen Toegepaste wissels RKC Waalwijk: '38 Anderson Joachim '59 Duits Schet '82 Amieux Van Mosselveld |
| Bijzonderheden:                                                                     |                                                                                                 |               |                                                                            | |
|                                                                                     |                                                                                                 |               |                                                                            | |
| 2e ronde Zondag 11 mei 2014, 16.30 uur                                              | RKC Waalwijk                                                                                    | 1 - 1 (0 - 0) | De Graafschap                                                              | : Sander Duits |
| Mandemakers Stadion, Waalwijk toeschouwers: Scheidsrechter: Reinold Wiedemeijer     | Jean-David Beauguel 58' Peter Jungschläger 53'                                                  |               | '56 Dean Koolhof '55 Nathaniel Will '63 Edwin Linssen                      | Basisopstelling RKC Waalwijk: Van Dijk, Apau, Van Hoevelen, Gouano, Van Mosselveld, Jungschläger, Duits, Braber, Castelen, Sno, Schet Toegepaste wissels RKC Waalwijk: '46 Duits Beauguel '90+3 Schet Anderson                    |
| Bijzonderheden:                                                                     |                                                                                                 |               |                                                                            | |
|                                                                                     |                                                                                                 |               |                                                                            | |
| Finale ronde Donderdag 15 mei 2014, 19.45 uur                                       | Excelsior                                                                                       | 2 - 0 (2 - 0) | RKC Waalwijk                                                               | : Sander Duits |
| Woudestein, Rotterdam toeschouwers: 3.600 Scheidsrechter: Bas Nijhuis               | Khalid Karami 3' Lars Veldwijk (pen) 40'                                                        |               | '40 Robert Braber '47 Evander Sno '67 Kenny Van Hoevelen                   | Basisopstelling RKC Waalwijk: Van Dijk, Apau, Van Hoevelen, Gouano, Amieux, Duits, Sno, Braber, Jungschläger, Castelen, Schet Toegepaste wissels RKC Waalwijk: '46 Duits Beauguel '69 Braber Joachim                              |
| Bijzonderheden:                                                                     |                                                                                                 |               |                                                                            | |
|                                                                                     |                                                                                                 |               |                                                                            | |
| Finale ronde Zondag 18 mei 2014, 12.30 uur                                          | RKC Waalwijk                                                                                    | 2 - 2 (2 - 2) | Excelsior                                                                  | : Sander Duits |
| Mandemakers Stadion, Waalwijk toeschouwers: Scheidsrechter: Danny Makkelie          | Jean-David Beauguel 38' Peter Jungschläger 44' Robert Braber 6' Rémy Amieux 65' Mart Lieder 78' |               | '4 Lars Veldwijk '25 Sander Fischer '22 Lucas Woudenberg '65 Jordan Botaka | Basisopstelling RKC Waalwijk: Van Dijk, Apau, Van Hoevelen, Gouano, Amieux, Jungschläger, Braber, Duits, Castelen, Joachim, Beauguel Toegepaste wissels RKC Waalwijk: '46 Van Hoevelen Lieder '59 Duits Sno                       |
| Bijzonderheden: - RKC Waalwijk is door deze uitslag gedegradeerd uit de Eredivisie. |                                                                                                 |               |                                                                            | |

### KNVB Beker
|                                                                              |              |                                                   |                   | |
| 2e Ronde Woensdag 25 september 2013, 17.00 uur                               | RKC Waalwijk | 0 - 1 (n.v.) na 90 min:(0 - 0) na 45 min: (0 - 0) | Heracles Almelo   | : Sander Duits |
| Mandemakers Stadion, Waalwijk toeschouwers: 2.178 Scheidsrechter: Kevin Blom |              |                                                   | '116 Thomas Bruns | Basisopstelling RKC Waalwijk: Šeda, Van Hoevelen, Apau, Van Mosselveld, Amieux, Tavares, Duits, Jungschläger, Anderson, Castelen, Joachim Toegepaste wissels RKC Waalwijk: '52 Anderson Ubbink '71 Castelen Slager '106 Joachim Peltzer |
| Bijzonderheden: - RKC Waalwijk is uitgeschakeld in het KNVB beker toernooi   |              |                                                   |                   | |

## Statistieken (Eindstand)
- Wedstrijden van de Promotie/Degradatie play-off's zijn meegeteld onder de Eredivisie.

| Speler               | Wed E | Aantal doelpunten Eredivisie | Aantal gele kaarten Eredivisie | Aantal 2× geel Eredivisie | Aantal rode kaarten Eredivisie | Wed B | Aantal doelpunten Beker | Aantal gele kaarten Beker | Aantal 2× geel Beker | Aantal rode kaarten Beker | Wed T | Aantal doelpunten Totaal | Aantal gele kaarten Totaal | Aantal 2× geel Totaal | Aantal rode kaarten Totaal |
| -------------------- | ----- | ---------------------------- | ------------------------------ | ------------------------- | ------------------------------ | ----- | ----------------------- | ------------------------- | -------------------- | ------------------------- | ----- | ------------------------ | -------------------------- | --------------------- | -------------------------- |
| Rémy Amieux          | 37    | 2                            | 5                              | 0                         | 0                              | 1     | 0                       | 0                         | 0                    | 0                         | 38    | 2                        | 5                          | 0                     | 0                          |
| Kenny Anderson       | 27    | 4                            | 3                              | 0                         | 0                              | 1     | 0                       | 0                         | 0                    | 0                         | 28    | 4                        | 3                          | 0                     | 0                          |
| Mitch Apau           | 31    | 0                            | 3                              | 0                         | 0                              | 1     | 0                       | 0                         | 0                    | 0                         | 32    | 0                        | 3                          | 0                     | 0                          |
| Jean-David Beauguel  | 31    | 6                            | 5                              | 0                         | 0                              | 0     | 0                       | 0                         | 0                    | 0                         | 31    | 6                        | 5                          | 0                     | 0                          |
| Robert Braber        | 32    | 3                            | 3                              | 0                         | 0                              | 0     | 0                       | 0                         | 0                    | 0                         | 32    | 3                        | 3                          | 0                     | 0                          |
| Romeo Castelen       | 33    | 6                            | 1                              | 0                         | 0                              | 1     | 0                       | 0                         | 0                    | 0                         | 34    | 6                        | 1                          | 0                     | 0                          |
| Arjan van Dijk       | 16    | 0                            | 0                              | 0                         | 0                              | 0     | 0                       | 0                         | 0                    | 0                         | 16    | 0                        | 0                          | 0                     | 0                          |
| Sander Duits         | 34    | 7                            | 8                              | 1                         | 0                              | 1     | 0                       | 0                         | 0                    | 0                         | 35    | 7                        | 8                          | 1                     | 0                          |
| Prince-Désir Gouano  | 24    | 0                            | 1                              | 0                         | 0                              | 0     | 0                       | 0                         | 0                    | 0                         | 24    | 0                        | 1                          | 0                     | 0                          |
| Kenny Van Hoevelen   | 30    | 1                            | 4                              | 1                         | 0                              | 1     | 0                       | 0                         | 0                    | 0                         | 31    | 1                        | 4                          | 1                     | 0                          |
| Aurélien Joachim     | 35    | 6                            | 1                              | 0                         | 0                              | 1     | 0                       | 0                         | 0                    | 0                         | 36    | 6                        | 1                          | 0                     | 0                          |
| Peter Jungschläger   | 25    | 1                            | 1                              | 0                         | 0                              | 1     | 0                       | 0                         | 0                    | 0                         | 26    | 1                        | 1                          | 0                     | 0                          |
| Jonas Ivens          | 11    | 0                            | 1                              | 0                         | 1                              | 0     | 0                       | 0                         | 0                    | 0                         | 12    | 0                        | 1                          | 0                     | 1                          |
| Michael Lamey        | 16    | 1                            | 5                              | 0                         | 0                              | 0     | 0                       | 0                         | 0                    | 0                         | 16    | 1                        | 5                          | 0                     | 0                          |
| Mart Lieder          | 2     | 0                            | 1                              | 0                         | 0                              | 0     | 0                       | 0                         | 0                    | 0                         | 2     | 0                        | 1                          | 0                     | 0                          |
| Frank van Mosselveld | 15    | 0                            | 4                              | 1                         | 0                              | 1     | 0                       | 0                         | 0                    | 0                         | 16    | 0                        | 4                          | 1                     | 0                          |
| Imad Najah           | 5     | 0                            | 1                              | 0                         | 0                              | 0     | 0                       | 0                         | 0                    | 0                         | 5     | 0                        | 1                          | 0                     | 0                          |
| Jos Peltzer          | 3     | 0                            | 0                              | 0                         | 0                              | 1     | 0                       | 0                         | 0                    | 0                         | 4     | 0                        | 0                          | 0                     | 0                          |
| Daniël de Ridder     | 10    | 2                            | 0                              | 0                         | 0                              | 0     | 0                       | 0                         | 0                    | 0                         | 10    | 2                        | 0                          | 0                     | 0                          |
| Damiano Schet        | 27    | 3                            | 0                              | 1                         | 0                              | 0     | 0                       | 0                         | 0                    | 0                         | 27    | 3                        | 1                          | 0                     | 0                          |
| Jan Šeda             | 23    | 0                            | 0                              | 0                         | 0                              | 1     | 0                       | 0                         | 0                    | 0                         | 24    | 0                        | 0                          | 0                     | 0                          |
| Denzel Slager        | 9     | 1                            | 1                              | 0                         | 0                              | 1     | 0                       | 0                         | 0                    | 0                         | 10    | 1                        | 1                          | 0                     | 0                          |
| Evander Sno          | 27    | 4                            | 4                              | 0                         | 0                              | 0     | 0                       | 0                         | 0                    | 0                         | 27    | 4                        | 4                          | 0                     | 0                          |
| Mickaël Tavares      | 7     | 0                            | 1                              | 0                         | 0                              | 1     | 0                       | 0                         | 0                    | 0                         | 8     | 0                        | 1                          | 0                     | 0                          |
| Desley Ubbink        | 0     | 0                            | 0                              | 0                         | 0                              | 1     | 0                       | 0                         | 0                    | 0                         | 1     | 0                        | 0                          | 0                     | 0                          |
| Ingo van Weert       | 11    | 0                            | 2                              | 1                         | 0                              | 0     | 0                       | 0                         | 0                    | 0                         | 11    | 0                        | 2                          | 1                     | 0                          |
| Eigen Doel           | X     | 1                            | X                              | X                         | X                              | X     | 0                       | X                         | X                    | X                         | X     | 1                        | X                          | X                     | X                          |
| Totaal               | 38    | 48                           | 55                             | 5                         | 1                              | 1     | 0                       | 0                         | 0                    | 0                         | 39    | 48                       | 55                         | 5                     | 1                          |

ADO Den Haag ·
Ajax ·
AZ ·
SC Cambuur ·
Feyenoord ·
Go Ahead Eagles ·
FC Groningen ·
sc Heerenveen ·
Heracles Almelo ·
NAC Breda ·
N.E.C. ·
PEC Zwolle · 
PSV ·
RKC Waalwijk ·
Roda JC Kerkrade ·
FC Twente ·
FC Utrecht ·
Vitesse